# Isidora
Isidora (kyrillisch: Иcидopa, griechisch: Ισιδώρα) ist ein weiblicher Vorname.

## Etymologie
Der Name Isidora kommt von dem griechischen Wort Ἰσίδωρος (Isidoros) und bedeutet das Geschenk der Isis (ägyptische Göttin).

## Ursprung der Verbreitung des Namens
Die Heilige Isidora erlitt bei den Christenverfolgungen unter dem römischen Kaiser Decius oder unter Valerian den Märtyrertod. Mit ihr starb ihre Schwester Neophyta. Dies geschah um 251 oder 258 nach Christus.
Ihre sterblichen Überreste sind in einem Reliquienschrein in der Frauenkirche in Günzburg ausgestellt. 
Verbreitung
Der Name wird in der christlichen Kultur mit dem Schwerpunkt auf Serbien, Russland, Italien, Spanien und besonders in Griechenland gebraucht.

## Varianten
- Isadora
- Isidore, jedoch meist männlich, siehe Isidore
- als Spitzname: Isa, Isica, Iso, Isi
- die männliche Form: Isidor

## Namenstag
- 17. April (nach Isidora von Lentini)

## Namensträgerinnen
- Isidora von Lentini († 251 ?)
- Isidora Goreshter (* 1981), US-amerikanische Schauspielerin
- Isidora Jiménez (* 1993), chilenische Sprinterin
- Isidore Kaulbach (* 1862; † unbekannt), deutsche Schriftstellerin
- Isidora Randjelović (* 1975), Diplom-Sozialpädagogin, Sozialforscherin (M.A) und Aktivistin für die Rechte von Sinti und Roma und Migrantinnen
- Isidora Rosenthal-Kamarinea (1918–2003), griechisch-deutsche Neogräzistin
- Isidora Sekulić (1877–1958), serbische Schriftstellerin
- Isidora Simijonović (* 1995), serbische Schauspielerin
- Isidora Žebeljan (1967–2020), serbische Komponistin klassischer Musik